# Корчагин, Виктор Иванович
Виктор Иванович Корча́гин (род. 13 января 1940) — идеолог радикального русского национализма и неоязычества.

## Биография и деятельность
В начале 1990-х годов возглавлял Русскую партию России радикально-националистической неоязыческой направленности. Корчагин выпускал газету «Русские ведомости» и журнал «Русич» . Организовал издательство «Витязь», выпустившее несколько десятков антисемитских изданий, в том числе «Протоколы сионских мудрецов». Был председателем «Русского антифашистского комитета» (РУСАК), антисемитской организации, которая боролась против «еврейского фашизма».
С 3 декабря 2005 года входил в президиум межрегионального общественного движения «Национально-державный путь Руси» (МОД НДПР). В 2009 году вошёл в главный совет «Союза русского народа» Бориса Миронова. В 2012 году принял участие в учреждении Российской правой партии.

## Взгляды и характер публицистики
Первый лидер националистов-рыночников. В 1998 году Корчагин писал, что русский народ может спастись только «через возврат к религии наших предков — вере славяно-русов и изгнание евреев из России». Крещение Руси он считал величайшей трагедией русского народа, покорённого «еврейской верой» и потерявшего волю к сопротивлению против «иноземного ига».
В марте 1991 года в первом номере газеты «Русские ведомости», принадлежавшей Корчагину, впервые в СМИ был опубликован подложный «Катехизис еврея в СССР». В дальнейшем он неоднократно перепечатывался в той же газете.
Издательство «Витязь» Корчагина специализируется на издании антисемитской литературы, в которой евреи связываются с коммунизмом. Издательство распространяло антисемитские фальшивки «Протоколы сионских мудрецов» и «Катехизис еврея в СССР».
Оба эти фальсификации в том или ином виде включались в выпускаемую издательством «Библиотечку Русского патриота», в которую входили книги, либо полностью основанные на изложении текстов «Протоколов», например, брошюра Генри Форда «Международное еврейство», либо содержащие цитаты из «Протоколов» и «Катехизиса» или ссылки на них, как это делал П. И. Шибин (1998), ближайший помощник Корчагина по издательским делам. Неоднократно Корчагиным издавались и сами «Протоколы».
В 1993 году издательство «Витязь» опубликовало в Москве «Протоколы» в версии Сергея Нилуса 1911 года, снабжённые комментариями.
В 1994 году издательство «Витязь» под руководством Корчагина на деньги художника Ильи Глазунова выпустило сборник «Древность: арьи, славяне», содержащий статьи Н. Р. Гусевой, С. В. Жарниковой и ряда других авторов, излагавших «арийскую» идею для широкой аудитории.
В серии «Библиотечка русского патриота» было выпущено 25 брошюр, включая «Славянские веды» (2001), которые, как заявлено, были подготовлены «Московской общиной древнерусской религии» (среди московских неоязыческих общин такой не существовало).
В 1993 году журнал «Русич», директором которого был Корчагин, издал в своём первом номере антиеврейскую компиляцию, завершавшуюся отрывками из памфлета Александра Селяникова 1911 года под названием «Евреи в России». В том же издательство «Русич» выпустило сокращённый русский перевод книги «Спор с Сионом» британского антисемитского автора Дугласа Рида.
В 1998 году газета Корчагина «Русские ведомости» опубликовала статью Владимира Истархова о религиозной борьбе между «русским (арийским) язычеством», с одной стороны, и христианством и иудаизмом — с другой.

## Уголовное преследование
Неоднократно привлекался к ответственности за возбуждение национальной вражды.
В 1991 году российская прокуратура направила Корчагину письмо с предупреждением, что публикация «Катехизиса еврея в СССР» расценивается как текст, разжигающий национальную рознь. Однако Корчагин проигнорировал предупреждение и перепечатал «Катехизис» в 1991 и 1992 годах ещё три раза: дважды в своей газете «Русские ведомости», а также в брошюре под названием «Сущность сионизма». В результате в июле 1992 года в связи с этими публикациями Генеральная прокуратура России возбудила против Корчагина уголовное дело по статье 74 УК РСФСР с обвинением в разжигании межнациональной розни. Суд состоялся только в 1995 году. 27 апреля 1995 года Корчагин был признан виновным, приговорён к штрафу в размере 16 минимальных окладов и лишению права в течение трёх лет осуществлять издательскую, редакторскую и журналистскую деятельность, но освобождён от ответственности в связи с амнистией по случаю 50-летия Победы в Великой Отечественной войне. В дальнейшем Корчагин продолжил публиковать «Катехизис», в частности, в виде приложения к газете «Русские ведомости» № 2 от 1 мая 1998 года.
В 2004 году получил приговор, который завершил длившийся несколько лет судебный процесс. Был приговорён к одному году лишения свободы условно с освобождением от наказания за истечением срока давности и без запрещения издательской деятельности.
29 июля 2014 года Тимирязевский районный суд Москвы вынес приговор по ч. 2 ст. 282 УК РФ — возбуждение национальной ненависти — по делу бывшего директора издательства «Витязь» В. И. Корчагина. Корчагин был признан судом виновным и приговорён к двум годам лишения свободы условно. Он обвинялся том, что в 2011 году отпечатал в издательстве и распространял книгу генерала Григория Дуброва «Генералы о еврейской мафии», признанной экстремистской в 2011 году Заельцовским судом Новосибирска и внесённой в российский Федеральный список экстремистских материалов. Корчагин утверждал, что ему не было известно о возбуждении дела. Он перестал быть главой издательства в марте 2013 года, а два тиража книги «Генералы еврейской мафии» были отпечатаны до запрета книги. Ряд изданий, которые публиковались и распространялись издательством «Витязь», был внесён в Федеральный список экстремистских материалов.

## Ссылка
- Союз русского народа. Раскол продолжается. Информационно-аналитический центр «Сова» (30 апреля 2009).
- Вынесен приговор по третьему уголовному делу против В. Корчагина. Информационно-аналитический центр «Сова» (31 июля 2014).
- Брошюра «Жиды» и статья «Катехизис еврея в СССР» признаны экстремистскими. Информационно-аналитический центр «Сова» (15 октября 2012). Дата обращения: 23 марта 2024. Архивировано 23 марта 2024 года.
- Корчагин Виктор // Русские националисты. Справочник. Гипертекстовый справочник по движению русских националистов начала XXI века. Информационно-аналитический центр «Сова» (2022).